# Aeroportul Séguéla
Aeroportul Séguéla (IATA: SEO, ICAO: DISG) este un aeroport din Coasta de Fildeș ce deservește zona Séguéla. A fost numit după zona deservită.
Situat la o altitudine de 323 m, aeroportul dispune de o singură pistă.